# Neolophonotus labocuneatus
Neolophonotus labocuneatus är en tvåvingeart som beskrevs av Hull 1967. Neolophonotus labocuneatus ingår i släktet Neolophonotus och familjen rovflugor. Inga underarter finns listade i Catalogue of Life.